# Johann Baptist von Walter

Johann Baptist Ritter von Walter (um 1897)

Johann Baptist Ritter von Walter (* 18. Oktober 1831 in Leuchtenberg, Oberpfalz; † 27. Januar 1900 in München) war Königlicher Oberstlandesgerichtsrat in München und von 1875 bis 1899 Mitglied der Kammer der Abgeordneten in Bayern, in der er von 1875 bis 1881 den Wahlkreis Stadtamhof und von 1881 bis 1899 den Wahlkreis Amberg vertrat. Von 1893 bis zu seinem Rücktritt am 3. Dezember 1897 war er deren Präsident.
Ab 1888 war er Ehrenmitglied der katholischen Studentenverbindung KDStV Aenania München.

## Ehrungen
- 1. September 1899: Ehrenbürger der Stadt Amberg